# Akdamar
Akdamar, auch Ahtamar (armenisch Աղթամար Aghtamar, wissenschaftliche Transliteration Ałt’amar, kurdisch Axtamar) ist die zweitgrößte Insel im Vansee in Ostanatolien (Türkei). Die Insel war eine Pfalz der armenischen Könige von Vaspurakan aus der Dynastie der Artsruni von 908 bis 1021, Aufenthaltsort des Katholikos von Dvin 920/931 – 950/992 sowie Sitz des Katholikos von Aghtamar von 1116 bis 1895. Aghtamar war lange Zeit das kulturelle Zentrum der Armenier im Armenischen Hochland.

## Lage
Die heute unbewohnte Insel liegt in der Nähe von Gevaş, rund 45 km südwestlich von Van in der Türkei. Zu erreichen ist Akdamar von dort mit einer Personenfähre, die besonders an Wochenenden häufig, aber unregelmäßig verkehrt. Die Insel ist ein beliebtes Ausflugsziel der einheimischen Bevölkerung und wird gern zum Schwimmen besucht.

## Namensherkunft
Der Name der Insel leitet sich der Sage nach von einer armenischen Königstochter namens T'amar ab. Die Insel wird aber auch „Klosterinsel“ genannt. Akdamar ist eine türkische Verballhornung dessen und bedeutet „Weiße Ader“.

## Geschichte
Eine Stele mit der Inschrift des urartäischen Königs Menua (810 bis 785 v. Chr.) berichtet von der Anlage eines Bewässerungskanals im Land Erinu. Die Insel wurde im vierten Jahrhundert durch die armenische Herrschaftsfamilie der Rschtuni befestigt. Die Gründung eines Klosters auf der Insel ist für das Jahr 653 durch Theodoros Rštuni belegt. In der zweiten Hälfte des neunten Jahrhunderts kam die Insel unter die Herrschaft der Artsruni.

## Kirche zum Heiligen Kreuz

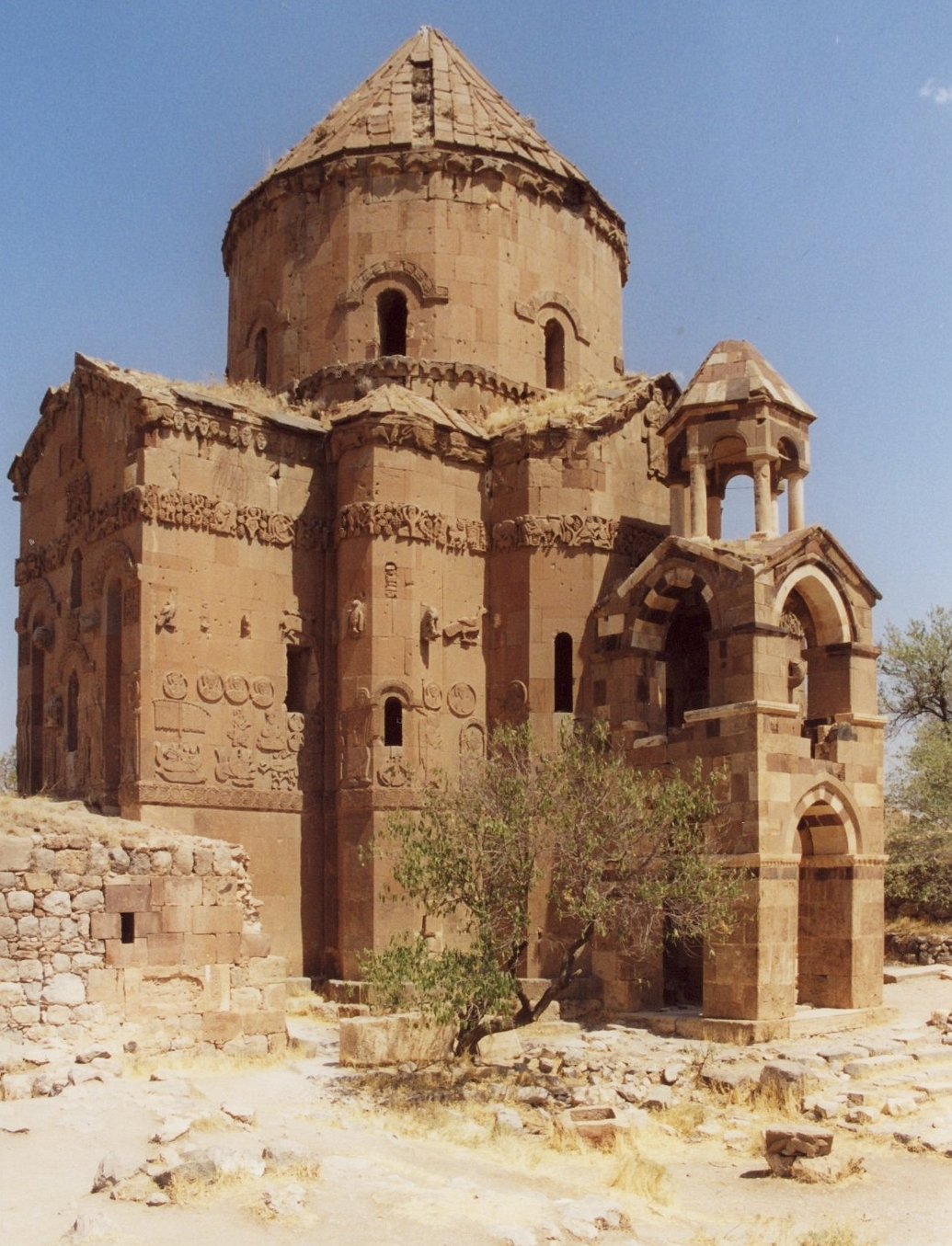
Die „Kirche zum Heiligen Kreuz“ (Aufgenommen 2001).

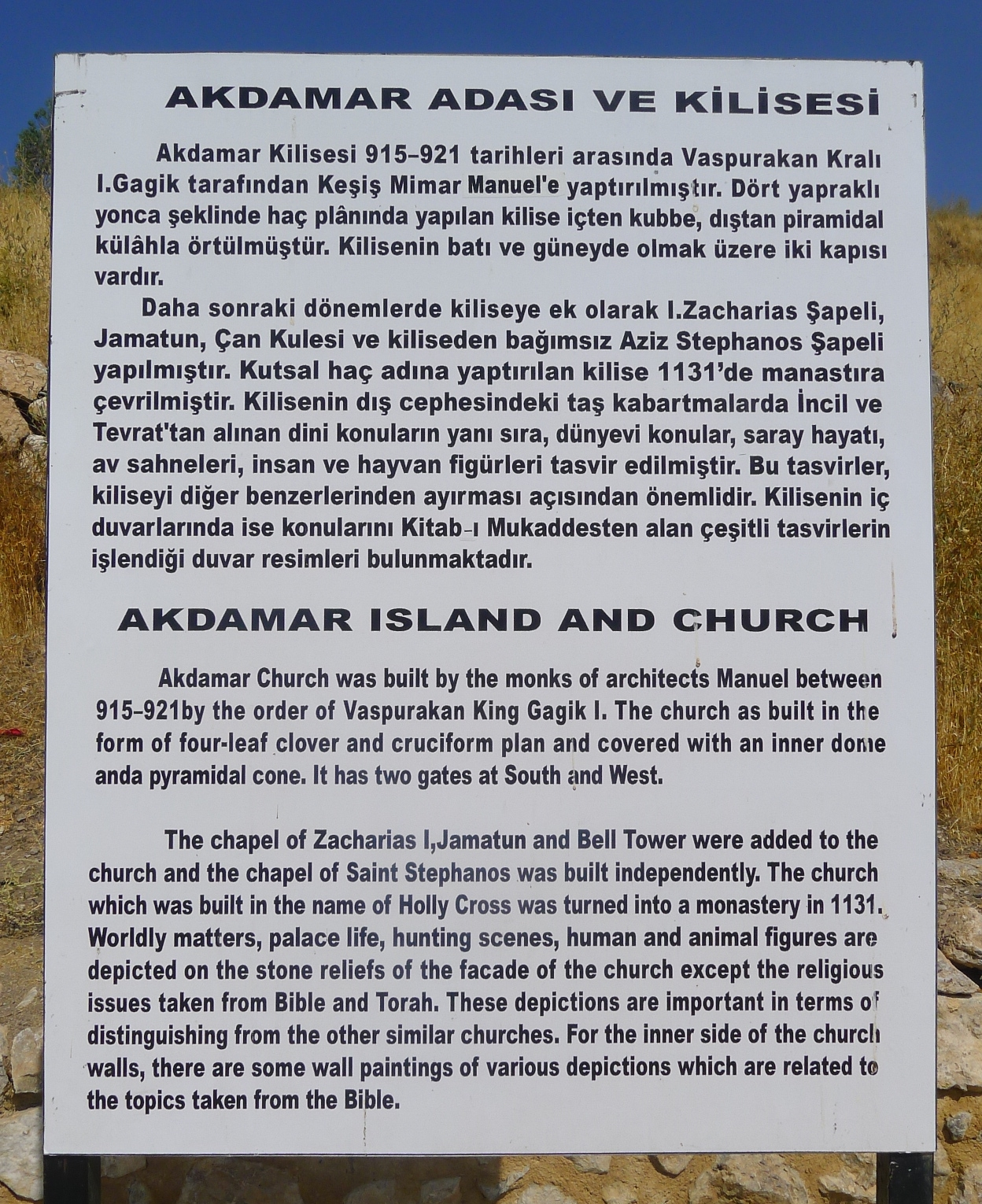
Touristisches Hinweisschild vor der Kirche (Aufgenommen 2011).

Berühmt ist die Insel vor allem wegen ihrer armenischen Kirche, der „Kirche zum Heiligen Kreuz“ (Սուրբ խաչ, Surb Chatsch, wissenschaftliche Transliteration Surb xač’).
Die Kirche bildet den Rest einer zwischen 915 und 921 durch den Architekten und früheren Bildhauer Manuel im Auftrag von Gagik Arzruni, König von Vaspurakan, gebauten Stadt mit Kloster- und Palastanlage. Thomas Artsruni, der Chronist der Taten von König Gagik, berichtet, dass der König in Van residierte, Aghtamar zu seinem zweiten Wohnsitz bestimmte und die Insel mit betürmten Mauern umzog, Terrassen, Gärten, einen prächtigen Palast, einen kubischen Bau mit zentraler Kuppel, und ein Arsenal errichten ließ, an das sich eine ganze Stadt anschloss. Das Baumaterial wurde über den See transportiert und stammte vom letzten arabischen Vorposten am Van-See, der Burg beim Dorf Kotom (Կոտոմ), in der Provinz Ałjnik im Besitz des Stamms der Zurariden. Die Außenwände der Kirche sind reich mit Reliefs verziert, die viele bekannte biblische Geschichten darstellen, wie zum Beispiel die von Adam und Eva, Jona und dem Wal oder David gegen Goliath. Außerdem wurden auf den Reliefs 30 Tierarten entdeckt, die heute teilweise ausgestorben sind oder kurz vor dem Aussterben stehen. So geben die Reliefs die damalige Fauna in Anatolien wieder. Ein derart reicher Skulpturenschmuck war zur damaligen Zeit sonst unbekannt. Im Westen setzte die Entwicklung der Bauskulptur erst etwa 100 Jahre später ein. Im Inneren der Kreuzkirche sind die Wände mit zum Teil noch erhaltenen Fresken bemalt.

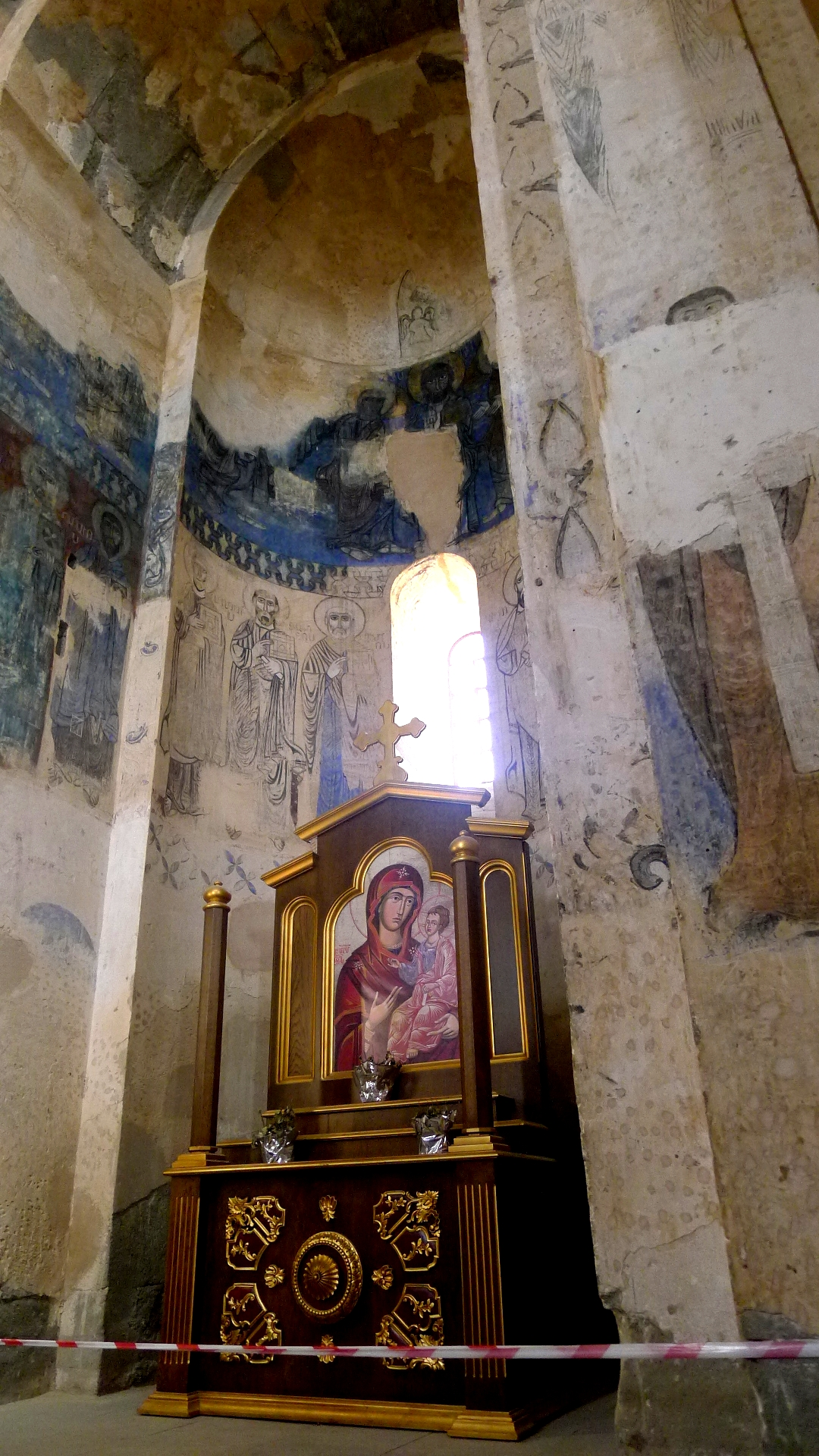
Altar und Wandgemälde im Inneren der Kirche (Aufgenommen 2011).

Bis zu den Massakern 1895 unter Abdülhamid II. diente die Kirche als Patriarchalkathedrale für das regional bedeutende Katholikat von Aghtamar der Armenischen Apostolischen Kirche. Nach dem Tod des letzten Katholikos von Aghtamar, Khatschatur III. (1864–1895), blieb der Sitz vakant. 1910 umfasste die Diözese von Aghtamar 130 Gemeinden, 203 Kirchen und 70.000 Gläubige. Im Zuge des Völkermordes an den Armeniern wurden das Kloster 1915 zerstört, die Kirche geplündert und die Mönche getötet.
Per Beschluss des osmanischen Justiz- und Kultusministeriums vom 10. August 1916 wurde das Katholikat von Aghtamar aufgehoben. 2005 beschloss die türkische Regierung die Restaurierung des historischen Bauwerks. Am 29. März 2007 ließ die türkische Regierung die mittelalterliche armenische Kirche ohne christliches Kreuz als Kulturdenkmal eröffnen. Am 19. September 2010 fand nach etwa 95 Jahren zum ersten Mal wieder ein christlicher Gottesdienst in der Kirche statt. Vorherige Differenzen wie das Aufstellen eines Kreuzes wurden gelöst. Zu der zweistündigen Messe reisten neben türkischen Armeniern viele Armenier aus Armenien und den USA an. Anfang Oktober wurde ein 2 Meter großes und 110 kg schweres Kreuz auf die Kirche gesetzt.